# Шкуново
Шкуново — деревня в Тарском районе Омской области России. Входит в состав Вставского сельского поселения.

## История
Основана в 1727 году. В 1928 году состояла из 38 хозяйств, основное население — белорусы. В административном отношении деревня находилась в составе Вставского сельсовета Знаменского района Тарского округа Сибирского края.

## Население
| 1926 | 2002 | 2010 |
| ---- | ---- | ---- |
| 200  | ↘75  | ↘25  |

## Улицы
В деревне имеются две улицы: Береговая и Зелёная.